# Răzvan Doroftei
Răzvan Doroftei (* 18. Juni 2003 in Bukarest) ist ein rumänischer Leichtathlet, der sich auf den Stabhochsprung spezialisiert hat.

## Sportliche Laufbahn
Erste internationale Erfahrungen sammelte Răzvan Doroftei im Jahr 2020, als er bei den U20-Balkan-Meisterschaften in Istanbul mit übersprungenen 4,00 m den sechsten Platz belegte. Im Jahr darauf gewann er bei den U20-Balkan-Hallenmeisterschaften in Sofia mit 4,40 m die Bronzemedaille und auch bei den U20-Freiluftmeisterschaften in Istanbul sicherte er sich mit derselben Höhe die Bronzemedaille. 2022 sicherte er sich dann bei den U20-Balkan-Hallenmeisterschaften in Belgrad mit einer Höhe von 4,85 m die Silbermedaille und belegte anschließend bei den Balkan-Hallenmeisterschaften in Istanbul mit 4,80 m den neunten Platz.
2022 wurde Doroftei rumänischer Hallenmeister im Stabhochsprung.

## Persönliche Bestleistungen
- Stabhochsprung: 4,70 m, 8. Mai 2021 in Russe
  - Stabhochsprung (Halle): 4,95 m, 26. Februar 2022 in Bukarest